# 二形性真菌

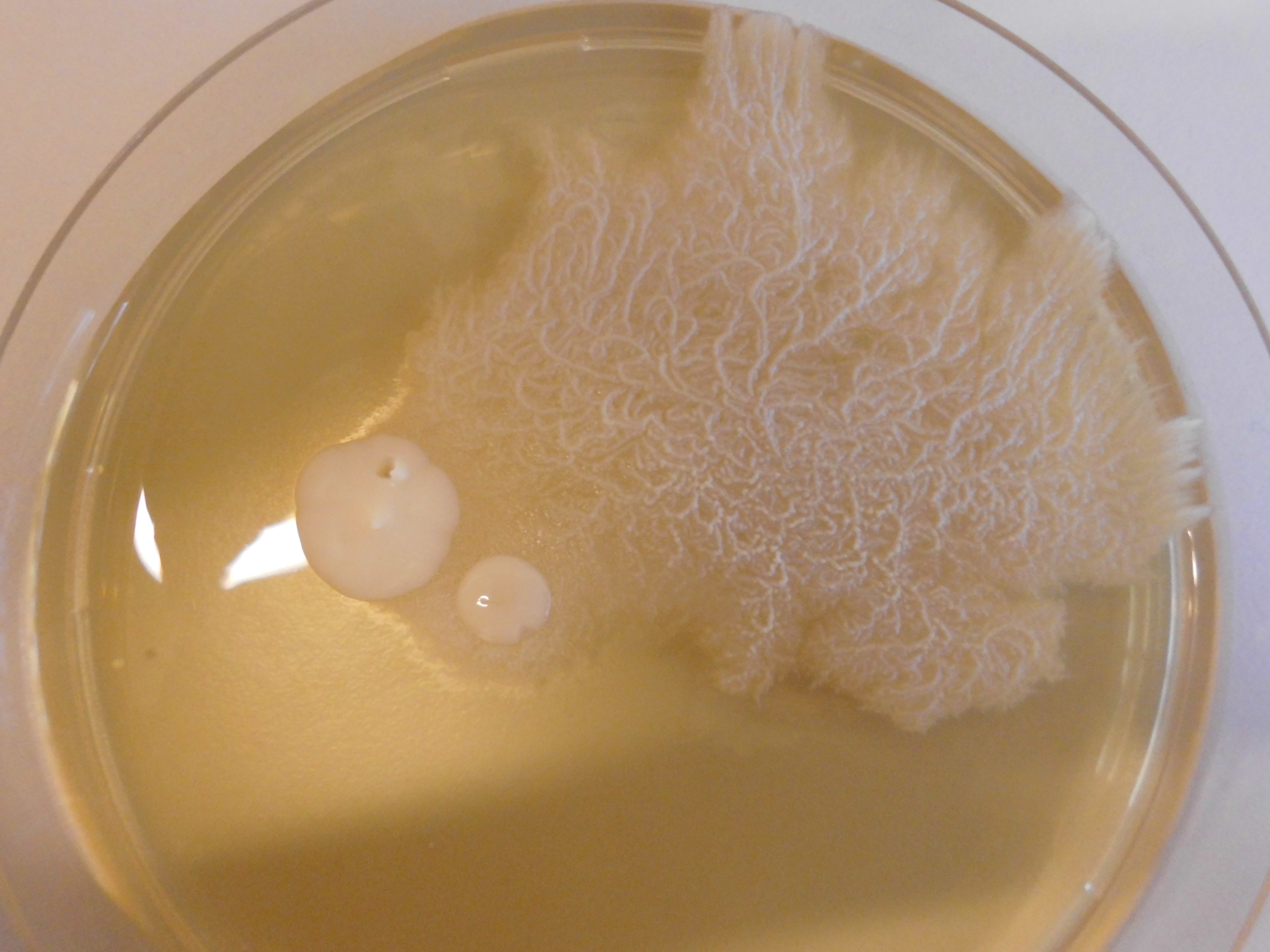
酵母と菌糸の形態で育つCandida albicans

二形性真菌（にけいせいしんきん、英語: Dimorphic fungus、二相性真菌とも呼ぶ）は、 一つの菌株が環境条件によって2つの異なる栄養増殖形態（カビ/菌糸/糸状菌型あるいは酵母型）を示す真菌である。
一例として、ヒト病原菌Penicillium marneffeiは室温ではカビとして、人間の体温では酵母として生育する。
| 仮性菌糸                                 | 酵母型 |
| カンジダ・アルビカンス(Candida albicans) |        |